# Дуже старий народ
Дуже старий народ (англ. The Very Old Folk) — назва, яку видавці дали оповіданню, знайденому в листі, надісланому Дональду Вандрею американським письменником-фантастом Говардом Лавкрафтом 3 листопада 1927 р. Уперше опублікований у невеликому прес-журналі «Scienti-Snaps», у випуску літа 1940.

## Сюжет
Це запис сну, де головний герой — римський військовий урядовець у країні Васкон поблизу Помпело. Щороку цю місцевість спустошують жахливі люди з пагорбів, які викрадають мешканців і виконують жорстокі ритуали в суботу. Оповідач хоче очолити військову експедицію, щоб розгромити цих гірських людей, оскільки відчуття наближення зла охопило село через заворушення між городянами та гірськими жителями. Ці горяни приїхали торгувати, але декого з них вбивають, і згодом, до настання суботи, ніхто не зникає безвісти. Вторгненням керує місцевий син римських батьків. Коли римляни наближаються до місця проведення суботніх ритуалів, на них нападає щось страшне, і в одну мить відбуваються жахливі речі:
«Він наклав на себе руки, коли коні заіржали… Він, який народився і прожив усе своє життя в цьому краї, і знав, про що шепочуться люди на пагорбах. Всі смолоскипи почали тьмяніти, і крики переляканих легіонерів змішалися з безперервним іржанням прив'язаних коней. Повітря відчутно похолоднішало, більш раптово, ніж зазвичай на межі листопада, і, здавалося, було збурене жахливими хвилями, які я не міг не пов'язати з биттям величезних крил».
Історія закінчується тим, що оповідач прокидається і стверджує, що «це був найяскравіший сон за останні роки, що черпає з криниць підсвідомості, давно недоторканих і забутих» (англ. it was the most vivid dream in years, drawing upon wells of the subconscious long untouched and forgotten).

## Навіювання
Розповідь про язичницьке зло в Римській імперії, являє собою Верґіліанський умонастрій у купе з примарними фантазіями, звичними напередодні шабашу і Дня всіх святих. У ньому зустрічаються теми історичності, політизованості, віщого сну, стародавнього зла і відчуженості. Розповідь написана в оповіданні від першої особи, де герой уві сні бачить спогади людини з минулого, обставини смерті якої мають величезний потенціал жаху. Враження походять від поеми «Енеїда», згадану Лавкрафтом в оповіданні, як зроблену в невідомому перекладі, що ближче до того, який написав Публій Вергілій Марон.